# Alhama de Almería
Alhama de Almería este o municipalitate din provincia Almería, Andaluzia, Spania cu o populație de 3.241 locuitori.